# Die (BUCK-TICKの曲)
「die」（ダイ）は、日本のロックバンドであるBUCK-TICKの楽曲。
1993年10月21日にビクターエンタテインメントのInvitationレーベルから7枚目のシングルとしてリリースされた。作詞は櫻井敦司、作曲は今井寿が担当し、BUCK-TICKによるセルフ・プロデュースとなっている。
7枚目のオリジナル・アルバム『darker than darkness -style 93-』（1993年）からのリカットとして、前作「ドレス」より5か月振りにリリースされた。アルバム制作時よりメンバーがシングルカットを希望していた曲であり、またカップリング曲にはディレクターのアイデアにより当時開催中であったコンサートツアーでのライブ音源が収録されることとなった。
オリコンチャートでは最高位10位、売り上げ枚数は6.2万枚となった。

## 制作
アルバム『darker than darkness -style 93-』（1993年）制作時より、メンバーからシングルカットの要望が挙がっていたのが本作であった。今井寿は当初より本作をシングルカットすることを想定しており、シングル化決定前にすでにシングル・バージョンを制作していたと述べている。櫻井はデモテープを聴いた段階で本作のシングル化を希望し、今井はシングル候補曲の選定の際には必ず本作の名前を挙げていたという。
カップリング曲には、コンサートツアー「darker than darkness -style 93-」の中から大宮ソニックシティ公演におけるライブ音源を収録、BUCK-TICKのライブ音源CD化は本作のシングル盤が初となった。カップリング曲としてライブ音源を収録するアイデアはディレクターから出されたものであったが、コンサートツアー中のリリースということもありタイムリーであるとの判断から決定された。「darker than darkness (live)」は1993年7月29日、「die (live)」は同年7月28日の公演から収録されている。カップリング曲としての収録のため、両日の公演ともライブ録音されており、2日間の内からどちらかの完成度の高い音源を収録するつもりで録音していたとヤガミトールは述べている。また、曲目も決定していたものの、完成度が基準に満たない場合は異なる曲にするか、もしくはライブ音源の収録を見送る案も出されていたとも述べている。櫻井敦司はライブ録音されていることを特に意識することなくいつも通りに歌唱したと述べたほか、ヤガミはよりいいテイクを選定したために両曲とも異なる日のライブ音源が収録されることになったと述べている。録音された翌日にはミックスダウンの作業が進められ、ヤガミは驚くほどのスピードでシングル化が進められていたと述べている。なお、「darker than darkness」はライブにおいて1曲目に演奏されていた曲であり、アルバムにおいては93曲目に隠しトラックとして収録されていたことから歌詞が記載されていなかったため、本作のシングル盤において初めて歌詞が正式に記載された。また、曲名は後のベスト・アルバムなどにおいて「D・T・D」と略されて表記されることもある。
櫻井は歓声を入れるべきではないとの判断から、トラックダウンの際に「歓声を消してほしい」と要望するつもりであったが忘れていたと述べている。また、櫻井は同ライブ音源の中から6枚目のアルバム『狂った太陽』（1991年）収録曲の「太陽ニ殺サレタ」の収録を強く希望、本作と同曲が同じことを異なる方向から表現した作品であるとの考えがあったと述べている。その後トラックダウンまで進めていたが、改めて聴いたところ「自分だけの思いが大きすぎて、その場で聴いててちょっとクサイ方向に行ってる」と判断し自粛することとなった。「太陽ニ殺サレタ」のライブ音源は後に2002年にリリースされた8枚目のオリジナル・アルバム『Six/Nine』（1995年）のリマスター盤初回特典のボーナス・トラックとして収録された。

## リリース、プロモーション
1993年10月21日にビクターエンタテインメントのInvitationレーベルから8センチCDでリリースされた。
BUCK-TICKは1993年11月5日放送のテレビ朝日系音楽番組『ミュージックステーション』（1986年 - ）に出演し、本作を演奏している。

## チャート成績
本作はオリコンチャートにおいて最高位10位となり売り上げ枚数は6.2万枚となった。本作の売り上げ枚数はBUCK-TICKのシングル売上ランキングにおいて11位となっている。また、2022年に実施されたねとらぼ調査隊によるBUCK-TICKのシングル人気ランキングにおいては24位となった。

## ミュージック・ビデオ
本作のミュージック・ビデオでは、櫻井以外のメンバーは顔面を銀色に塗り、青色や緑色のカラーコンタクトレンズを着用して撮影を行った。櫻井もカラーコンタクトレンズを着用する予定であったが、事前に点眼すべき目薬をし忘れたため、激痛とともに外せなくなり病院行きとなるハプニングがあった。

## シングル収録曲
| 全作詞: 櫻井敦司、全作曲: 今井寿、全編曲: BUCK-TICK。 |                                 |          |            |      |
| #                                                     | タイトル                        | 作詞     | 作曲・編曲 | 時間 |
| 1.                                                    | 「die」                         | 櫻井敦司 | 今井寿     | 4:28 |
| 2.                                                    | 「darker than darkness (live)」 | 櫻井敦司 | 今井寿     | 8:59 |
| 3.                                                    | 「die (live)」                  | 櫻井敦司 | 今井寿     | 5:18 |
| 合計時間:                                             | 合計時間:                       | 18:45    |            |      |

## スタッフ

### BUCK-TICK
- 櫻井敦司 - ボーカル
- 今井寿 - ギター
- 星野英彦 - ギター
- 樋口豊 - ベース
- ヤガミトール - ドラムス

### スタッフ
- BUCK-TICK - プロデューサー
- 田中淳一 - ディレクター
- 比留間整 - レコーディング・エンジニア、ミックス・エンジニア
- 内藤重利 - レコーディング・エンジニア
- 内田孝弘 - レコーディング・エンジニア
- 高木修 - エグゼクティブ・プロデューサー
- 村木敬史 - エグゼクティブ・プロデューサー
- 坂口賢 - アート・ディレクション&デザイン

## リリース履歴
| No. | 日付           | レーベル             | 規格      | 規格品番   | 最高順位 | 備考 |
| --- | -------------- | -------------------- | --------- | ---------- | -------- | ---- |
| 1   | 1993年10月21日 | ビクター／Invitation | 8センチCD | VIDL-10459 | 10位     |      |

## 収録アルバム
- 『darker than darkness -style 93-』（1993年） - 2002年のリマスター初回盤には「die (live)」も収録されている。
- 『CATALOGUE 1987-1995』（1995年）
- 『BT』（1999年）
- 『CATALOGUE VICTOR→MERCURY 87-99』（2012年）